# Atletica leggera ai Giochi della XXIII Olimpiade - Eptathlon
L'eptathlon ha fatto parte del programma femminile di atletica leggera ai Giochi della XXIII Olimpiade. La competizione si è svolta nei giorni 3-4 agosto 1984 al «Memorial Coliseum» di Los Angeles.

## Assenti a causa del boicottaggio
Nota: le prestazioni sono state ottenute nell'anno olimpico.
| Primatista mondiale                   | 6946 | 6 maggio  | Sabine John        |
| Seconda al mondo                      | 6859 | 21 giugno | Natalija Šubenkova |
| Camp.ssa mondiale e Camp.essa europea | 6789 | 21 luglio | Ramona Neubert     |
| Quarta al mondo                       | 6775 | 21 luglio | Anke Behmer        |

## La gara
Tra le atlete che non provengono dall'Unione Sovietica o dalla Germania Est la migliore è la statunitense Jane Frederick, capace di realizzare 6458 punti nel 1982 e 6457 nel 1983. È assente ai Giochi per un infortunio.

Nella prima gara, i 100 metri ostacoli, brilla l'australiana Glynis Nunn con 13"02. L'australiana è campionessa dei Giochi del Commonwealth in carica e gli ostacoli sono la sua specialità. La britannica Judy Simpson stampa un tempo altrettanto eccellente: 13"07. Nel salto in alto la migliore prestazione è della tedesca occidentale Sabine Everts con 1,89. La britannica Simpson (personale di 1,92) distanzia la Nunn di 6 cm (1,86 contro 1,80) e passa in testa alla classifica. Nel getto del peso sale in cattedra la statunitense Jackie Joyner con 14,39 m. Al secondo posto ancora la Simpson con 13,86 m. La britannica mantiene il comando della gara, l'americana rimonta dall'ottavo al secondo posto. Ci sono solo 120 punti tra la prima e la quarta. Sui 200 metri le migliori sono di nuovo molto vicine: guadagnano più punti la Joyner, la Everts (24"05 entrambe) e la Nunn (24"06); la Simpson fa solo 24"95. Al termine della prima giornata la britannica è ancora in testa con 3.759 punti; seconda la Joyner con 3.739; terza la Nunn (3731) e quarta la Everts (3721). Tra la prima e la settima c'è un divario di soli 146 punti.
Nella prima gara della seconda giornata Sabine Everts salta in lungo 6,71. Glynis Nunn le è vicina con 6,66 (suo nuovo primato personale). Delude Jackie Joyner con 6,11. Ora la tedesca è prima di un solo punto davanti all'australiana, poi c'è la Simpson, terza, a 41 punti. Il giavellotto (miglior lancio 46,60 della svizzera Corinne Schneider, lontana dalle prime) ribalta le posizioni di testa. La Joyner primeggia con 44,52 m: nove metri in più della Nunn (35,58 m) e quasi 12 in più della Everts (32,62 m). La statunitense sale per la prima volta in testa alla classifica generale con 5504 punti, davanti alla Nunn - 31 punti dietro - ed alla Everts - 80 punti di distacco. L'ultima gara sono gli 800 metri. Delle prime tre la più debole è Sabine Everts che, infatti, produce il massimo sforzo e realizza 2'09"05. Non solo è il suo primato personale, ma è anche il miglior tempo realizzato da un'eptatleta sulla distanza. Glynis Nunn la tallona e ferma i cronometri in 2'10"57, che le valgono la medaglia d'oro. Jackie Joyner segna 2'13"03 ed arriva seconda con soli 5 punti di distacco.

## Classifica finale
| Pos | Paese                                          | Atleta                       | Punti                                |
| --- | ---------------------------------------------- | ---------------------------- | ------------------------------------ |
|     | Australia                                      | Glynis Nunn                  | 6390                                 |
|     | CORSE 100 h: 13"02 200 m: 24"06 800 m: 2'10"57 | SALTI Alto: 1,80 Lungo: 6,56 | LANCI Peso: 12,82 Giavellotto: 35,59 |
|     | Stati Uniti                                    | Jackie Joyner                | 6385                                 |
|     | Germania Ovest                                 | Sabine Everts                | 6363                                 |

Jackie Joyner, sposata Kersee, è la sorella di Al Joyner campione olimpico del salto triplo.